# Andrzej Biernacki (brydżysta)
Andrzej Biernacki (ur. 18 czerwca 1949) – polski brydżysta, mistrz krajowy, odznaczony złotą odznaką PZBS (1987).
Andrzej Biernacki był wiceprezesem PZBS do 2016 roku.
Andrzej Biernacki pełnił funkcję trenera polskich zespołów:
- open, który w roku 2004 zdobywał 17 miejsce na 12. Olimpiadzie Brydżowej w Stambule;
- open, który w roku 2007 zdobył 12 miejsce na 38. DMŚ w Szanghaju;
- młodzieży szkolenej, która w roku 2010 zdobyła 1 miejsce na 13. Serii Mistrzostw Świata w Filadelfii.
- seniorów, który w roku 2011 zdobył 3 miejsce na 40. DMŚ w Veldhoven.

Jest również trenerem reprezentacji seniorów na 41. DMŚ na Bali.